# 國際佛光會
國際佛光會（英文：Buddha's Light International Association；BLIA），總部設於美國加州哈仙達崗的佛光山西來寺（Hsi Lai Temple），最先是由中華佛光協會成立於1991年2月3日。在1992年5月16日（國際佛光日），國際佛光會世界總會於美國洛杉磯正式成立，之後陸續於世界各地紛紛成立佛光會。國際佛光會是一個世界性的人民社團，以佛教徒為主要組成對象，會員遍佈五大洲，人數超過百萬人。此會主旨是帶動佛法生活化，以及提倡人間佛教為目標，從事教育、文化、慈善、佛法等淨化人心的工作。
國際佛光會如今在美國、加拿大、澳大利亞、紐西蘭、關島、法國、德國、英國、荷蘭、比利時、西班牙、葡萄牙、捷克、奧地利、丹麥、瑞典、挪威、瑞士、馬來西亞、汶萊、印尼、新加坡、菲律賓、日本、韓國、台灣、香港、澳門、泰國、印度、斯里蘭卡、孟加拉、尼泊爾、巴西、阿根廷、智利、哥斯大黎加、巴拉圭、烏拉圭、宏都拉斯、南非、剛果、賴索托等五大洲百餘個國家地區成立了國際佛光會的協會及分會組織，以「有太陽的地方就有佛光會，有海水的地方就有佛光人」為目標。
該會於2003年正式成為聯合國非政府組織（NGO）的成員。

## 聯合國辦事處
國際佛光會1992年成立，2003年獲聯合國正式邀請成為聯合國經濟暨社會理事會非政府組織專門諮詢顧問（NGO in Special Consultative Status with the Economic and Social Council of the United Nations )及聯合國新聞部非政府組織合作交流（NGO associated with the Department of Public Information of the United Nations ），陸續在瑞士日內瓦、南美洲智利、亞洲泰國及美國紐約曼哈頓設立駐聯合國辦事處。

## 國際佛光會世界總會
- 榮譽總會長：星雲大師、吳伯雄
- 總　會　長：心保和尚
- 署理會長：慈容法師
- 副總會長：劉長樂、劉招明
- 秘 書 長：覺培法師
- 法 制 長：吳志揚

### 歷任總會長
- 星雲大師（1992年-2014年）
- 心保和尚（2015年-）

## 國際佛光會中華總會
（1991年設立）
- 創會會長：星雲大師
- 榮譽總會長：吳伯雄
- 總會長：潘維剛
- 副總會長：趙翠慧、周學文
- 監事長：吳欽杉

### 歷任總會長
- 星雲大師（1992年-1998年）
- 吳伯雄（1998年-2004年）
- 心定和尚（2004年-2009年）
- 陳淼勝（2010年-2012年）
- 趙麗雲（2013年-2018年）
- 趙怡（2018年-2024年）
- 潘維剛（2024年-）

#### 區協會長
- 中華總會北區協會會長：周聰發
- 中華總會桃竹苗區協會會長：林依潔
- 中華總會中區協會會長：林宏弦
- 中華總會南區協會會長：林文輝

## 成立宗旨
- 秉承佛陀教法，虔誠恭敬三寶；弘法利生，覺世牖民。
- 倡導生活佛教，建設佛光淨土；落實人間，慈悲濟世。
- 恪遵佛法儀制，融和五乘佛法；修持三學，圓滿人格。
- 發揮國際性格，從事文化教育；擴大心胸，重視群我。

## 會徽LOGO
- 圓，代表圓融無礙
  - 圓是代表著無始無終，代表永恆不斷的發心，也代表圓融無礙，不斷在整個人世間，使法輪常轉的意思。從圓當中，生出這朵蓮花，是代表一種清淨的發心。我們在圓融無礙的法界裡，發起清淨的菩提心，這心像蓮花一樣的開放，它遍滿整個世界，使佛光照耀著世界。慈光進入每一個人的心靈，使每一個人都有同樣的發心，到最後世界成為人間的淨土，所有的人也都圓滿成佛了。
- 圓代表世間(地球)，蓮花代表出世間(清淨)
  - 圓的地球是代表俗諦的世間，蓮花是代表真諦的出世間，而出世間的蓮華，是不生不滅、清淨無染的。要使世間的地球與出世間的蓮花，結合在一起，使蓮華出污泥而不染，而蓮華的光明與清淨，又返照這個地球，讓這裡變成宇宙中最圓滿的世界。這是代表真俗二諦的不二，世出世間的不二，代表菩提與煩惱的不二，讓這個世界成為一個真法界，讓蓮花的清淨使整個地球昇華，成為人間的淨土。使每一個人心中的蓮華，都能夠遍地開滿。

## 「B.L.I.A」
全名：BUDDHA'S LIGHT INTERNATIONAL ASSOCIATION

## 國際佛光會會員信條
1. 我們禮敬常住三寶，正法永存佛光普照。
2. 我們信仰人間佛教，生活美滿家庭幸福。
3. 我們實踐生活修行，隨時隨地心存恭敬。
4. 我們奉行慈悲喜捨，日日行善端正身心。
5. 我們尊重會員大眾，來時歡迎去時相送。
6. 我們具有正知正見，發掘自我般若本性。
7. 我們現證法喜安樂，永斷煩惱遠離無明。
8. 我們發願普度眾生，人間淨土佛國現前。

## 佛光人的工作信條
1. 給人信心
2. 給人歡喜
3. 給人希望
4. 給人方便

## 佛光人的理念
1. 光榮歸於佛陀
2. 成就歸於大眾
3. 利益歸於常住
4. 功德歸於檀那

## 佛光會員的執行方向
- 慈悲喜捨遍法界
- 惜福結緣利人天
- 禪淨戒行平等忍
- 慚愧感恩大願心

## 歷屆主題
- 1992	歡喜與融和 （页面存档备份，存于）
- 1993	同體與共生 （页面存档备份，存于）
- 1995	尊重與包容 （页面存档备份，存于）
- 1996	平等與和平 （页面存档备份，存于）
- 1997	圓滿與自在 （页面存档备份，存于）
- 1998	自然與生命 （页面存档备份，存于）
- 2000	公是與公非 （页面存档备份，存于）
- 2002	發心與發展 （页面存档备份，存于）
- 2004	自覺與行佛 （页面存档备份，存于）
- 2006	化世與益人 （页面存档备份，存于）
- 2008	菩薩與義工 （页面存档备份，存于）
- 2010	環保與心保 （页面存档备份，存于）
- 2012	幸福與安樂 （页面存档备份，存于）
- 2014	信仰與未來 （页面存档备份，存于）
- 2016	共識與開放 （页面存档备份，存于）
- 2018 信仰與傳承 （页面存档备份，存于）